# Lustracja (starożytny rytuał)
Lustracja (łac. lustrare – rozjaśniać, czyścić) – rzymski i grecki obrzęd oczyszczający, podczas którego dokonywano uroczystej procesji a w niektórych wypadkach złożenie ofiary ze świni, barana lub byka.

## Opis obrzędu
Ceremonia miała miejsce dla chłopców w dziewiąty dzień życia, dla dziewcząt ósmy., Procesja tworzyła magiczną granicę wokół oczyszczanego dziecka. Na koniec ceremonii chłopcy byli prezentowani z założonym amuletem, najczęściej złotym (nazywanym bullą) a umieszczanym w skórzanym woreczku zawieszonym na szyi. Bulla była noszona przez chłopca aż do osiągnięcia wieku męskiego, kiedy dziecięca toga praetexta z purpurowym obrąbkiem była zamieniana na zwykłą prostą męską togę. Punktem kulminacyjnym obrzędu lustracji było nadanie imienia, które było dodawane do oficjalnego spisu rzymskiego. Istotną częścią obrzędu było wróżenie losu dziecka z lotu ptaków.

## Cele lustracji
Jednym z celów lustracji było uwolnienie nowo narodzonych dzieci od władzy złych sił, które mogły je opanować w czasie porodu. Obrzęd lustracji miał też zastosowanie dla oczyszczenia miast, obiektów, budynków a czasem dla oczyszczenia miejsca jakiejś zbrodni. Jako przykład lustracji można podać oczyszczenie Aten przez Epimenidesa z Krety po masakrze kylońskiej. Obrzęd lustracji stosowano też w stosunku do plonów, zwierząt hodowlanych, nowych kolonii ale też armii wyruszających na bitwę. W tym wypadku lustracja odbywała się na brzegu morza, połowa ofiary była wrzucana do morza, połowa spalana na ołtarzu. Jako przykład można tu podać lustrację armii macedońskiej. Zwierzę ofiarne – pies – zostało przecięte na pół. Wojsko znajdowało się między dwiema połówkami zwierzęcia ofiarnego, które zostało rzucone w przeciwne kierunki.
Przepisy lustracji w rzymskim mieście Iguvium opisują ceremonię składającą się z procesji kapłanów wokół cytadeli miasta i w jej trakcie złożenia ofiary przy trzech bramach budynku. Należy sądzić, że bramy były uznawane za miejsca newralgiczne i słabe, a więc wymagające w ten sposób wzmocnienia.
Zobacz też : Lustrum.